# Klinte (planteart)
 For alternative betydninger, se Klinte. (Se også artikler, som begynder med Klinte)
Klinte (Agrostemma githago) er en enårig, urteagtig plante med en opret vækst. Den var tidligere almindelig i Danmark i vintersæd.

## Beskrivelse
Stænglen er er ofte helt ugrenet, men kan have et par sidegrene. Den er rund og gråhåret, og den bærer de modsatte blade, som er sammenvoksede til en bladskede ved basis. Bladene er linje- eller lancetformede med hel rand. Oversiden er grågrøn, mens undersiden er grå. Begge sider er dækket af grå hår.
Blomstringen foregår i juni-juli, hvor man finder blomsterne siddende enkeltvis og endestillet. De er regelmæssige og 5-tallige med krukkeformet krone. Kronbladene er rødviolette. Frugterne er kapsler med mange frø.
Rodsystemet består af en kraftig pælerod med forholdsvis få, spinkle siderødder. 

Højde x bredde og årlig tilvækst: 0,75 x 0,30 m (75 x 30 cm/år).

## Voksested
Klinte er naturligt udbredt i Nordafrika, mellemøsten, kaukasus, Centralasien og Europa, herunder også i Danmark, hvor den dog kun findes få steder.
To forskellige ukrudtsmarker i Ljubljansko Polje i det centrale Slovenien blev fulgt gennem 60 år. Her fandt man Klinte sammen med bl.a. agergåseurt, agersennep, agerstedmoderblomst, alm. fuglegræs, alm. gåsemad, hyrdetaske, burresnerre, enårig rapgræs, hvidmelet gåsefod, kornvalmue, kornblomst, lav ranunkel, lægejordrøg, musevikke, rød arve, skivekamille, smalstråle, sort natskygge, storkronet ærenpris, svinemælde og vejpileurt

## Ukrudt
Den har fra ældre tid været en berygtet ukrudtsplante, der fortrinsvis optræder i vintersæd (rug og hvede), men undertiden også i havre. Udsået sammen med sædekornet spirer den om efteråret, overvintrer, blomstrer følgende sommer, modner frø samtidig med kornet og dør derefter bort. Da dens frø ikke bevarer spireevnen ved at ligge i jorden fra det ene år til det næste, bekæmpes den let ved at anvende fuldstændig rent såsæd. På grund af effektiv rensning af sædekornet er den ikke nu så almindelig som tidligere.

## Giftstoffer
Planten indeholder bl.a. saponinet githagosid, som gør den giftig.

## Kulturhistorie
"At skille klinten fra hveden" er et udtryk, som stammer fra Mattæusevangeliet kapitel 13, og som hentyder til, at det er vigtigt at få fjernet den giftige plante, før man bruger den gode.
| Portal | Portal:Botanik |